# 南娜
南娜（Nanna），在北歐神話中，她是尼普（Nip）女神的女兒，光明神巴德爾（Balder）的妻子。他們的孩子是真理與正義之神凡賽堤（Forseti）。她和巴德爾一起住在布列達布利克（光明宮。Breidablik）。
她的名字的意思是「盛開的花」，當巴德爾被殺死，她也因為心碎過度也跟著她的丈夫死去了。在死亡之國，當眾神的使者赫爾莫德（Hermod）來到地底時找到他們時，她讓赫爾莫德帶回她編織的一張繡花地毯，也許即是暗示著開滿花草的大地。